# Dominique Gaigne
Dominique Gaigne (Pacé, 3 luglio 1961) è un ex ciclista su strada francese.
Professionista dal 1983 al 1989, in carriera ha vinto una tappa al Tour de France e una alla Vuelta a España.

## Palmarès

### Strada
- 1983 (Renault-Elf, una vittoria)

5ª tappa Tour de France (Le Havre > Le Mans)
- 1985 (Renault-Elf, una vittoria)

5ª tappa - parte b Étoile des Espoirs (Nantes, cronometro)
- 1986 (Système U, una vittoria)

Classifica generale Tour du Limousin
- 1989 (Histor-Sigma, una vittoria)

Binche-Tournai-Binche

#### Altri successi
- 1983 (Renault-Elf)

Criterium Le Horps
Prologo Vuelta a España (Almussafes, cronometro)
- 1984 (Renault-Elf)

Classifica scalatori Quatre Jours de Dunkerque
3ª tappa Giro d'Italia (Lucca > Marina di Pietrasanta, cronosquadre)
3ª tappa Tour de France (Louvroil > Valenciennes, cronosquadre)
- 1985 (Renault-Elf)

Prologo Étoile des Espoirs (Rennes, cronometro)
Classifica a punti Étoile des Espoirs
- 1986 (Système U)

1ª tappa - 2ª semitappa Tour de France (Meudon > Saint-Quentin-en-Yvelines, cronosquadre)

## Piazzamenti

### Grandi Giri
- Giro d'Italia

1984: 83º
1988: ritirato (14ª tappa)
- Tour de France

1983: 65º
1984: 121º
1985: 116º
1986: 85º
- Vuelta a España

1983: ritirato (6ª tappa)
1989: 82º

### Classiche monumento
- Liegi-Bastogne-Liegi

1988: 17º